# Lovisa Ekenmark
Lovisa Maria Ekenmark, född 7 november 1795 i Viby socken i Östergötland, död 26 januari 1875 i Sigtuna, var en svensk väverska och pedagog. Hon tillhörde vävarfamiljen Ekenmark, som kom att spela en stor roll inom den svenska vävkonstens historia. Hon författade böcker och bedrev undervisning inom vävning. 

## Biografi
Lovisa Ekenmark var dotter till kronolänsmannen Anders Ekenmark och Maria Palmroth samt syster till Johan Ekenmark, Johanna Sofia Ekenmark, Gustaf Ekenmark, Hedvig Ekenmark, Gustafva Ekenmark, gift Beckvall och Gjerling. Hon var även svägerska till Maria Christina Ekenmark, känd som författaren till Mönsterbok för unga fruntimmer i konsten att tillverka vackra faconerade och dubbla väfnader.
Hon utgav tillsammans med sina syskon ut ett flertal läroböcker inom vävkonsten. Oftast står dock endast brödernas namn på böckerna; endast på  Afhandling om drällers och dubbla golfmattors tillverkning med begagnande af Harnesk-utrustning (1823) noteras även systrarnas namn. 
De lärde ut damastvävning i en golvvävstol försedd med harnesk och dragutrustning. Böckerna innehöll mönster som kom att bli stilbildande för över hundra års vävning, huvudsakligen inom hemslöjd och husbehovsvävning. I böckerna fanns vävnotor (mönster för vävning), ritningar på vävstolar och med bilagor med planscher. Lovisa Ekenmark var under åren 1851—1860 skriven i Lindesberg och 1866–1870 i Sigtuna och Stockholm.
Syskonen Ekenmark höll 1820–1860 vävkurser i Sverige och Norge. Johan Ekenmark och hans systrar anlitades för att på  Chalmersska slöjdskolan utbilda två lärare i sitt ”förbättrade och tämligen fullständiga väfnadssätt”, och Chalmers hade sedan i två år en egen vävskola. Familjen Ekenmark beviljades 1828 en belöning på 4 500 riksdaler av rikets ständer för sitt arbete inom vävnadskonsten och tilldelades ett bidrag på 6 000 riksdaler av Norges storting. 
Lovisa Ekenmark öppnade 1860 sin egen vävskola vid Slöjdskolan i Stockholm, Mamsell Ekenmarks välrenommerade vävskola, som blev känd för sina drällvävnader. År 1864 uppges det att ”deras önskan är nu endast den, att personer som hafva råd måtte underhålla några elever hos dem, så att de på gamla dagar ej må för hårdt pröfvas af nöden”. Rikets ständer avslog deras ansökan om pensioner.